# Gong (Zhou-König)
Gong, König von Zhou oder Kung, König von Chu (chinesisch: 周共王; Pinyin: Zhōu Gòng Wáng) war der sechste König der chinesischen Zhou-Dynastie. Er regierte von 917 v. Chr. bis 900 v. Chr.

## Leben
Yi gehört neben Yih, Xiao und Yi zu jenen Königen, über deren Regierungsperiode nur sehr wenig bekannt ist. Die Chronik Shiji liefert keine diesbezüglichen Informationen. Aus Inschriften auf Ritualbronzen geht hervor, dass in die Regierungszeit von Gong der Beginn der Rechtsprechung über Landfragen fällt. Zumindest wird der früheste bekannte Rechtsstreit auf die Zeit von König Gong datiert, was ein Anzeichen für beginnende Landknappheit ist. Es wird von einem relativen Wohlstand für diese Zeit ausgegangen.
Unter Gong verfestigte sich die Tendenz, dass die östlichen Kolonien zu Staaten werden und sich vom Zhou-Königshaus entfremden.

## Familie
| König Mu von Zhou 周穆王 | König Mu von Zhou 周穆王 | König Mu von Zhou 周穆王 | König Mu von Zhou 周穆王 | König Mu von Zhou 周穆王   | König Mu von Zhou 周穆王   |                            |                            | ?                          | ?                          | ? | ? | ? | ? |   |   |   |   |
| König Mu von Zhou 周穆王 | König Mu von Zhou 周穆王 | König Mu von Zhou 周穆王 | König Mu von Zhou 周穆王 | König Mu von Zhou 周穆王   | König Mu von Zhou 周穆王   |                            |                            | ?                          | ?                          | ? | ? | ? | ? |   |   |   |   |
|                          |                          |                          |                          |                            |                            |                            |                            |                            |                            |   |   |   |   |   |   |   |   |
|                          |                          |                          |                          | König Gong von Zhou 周共王 | König Gong von Zhou 周共王 | König Gong von Zhou 周共王 | König Gong von Zhou 周共王 | König Gong von Zhou 周共王 | König Gong von Zhou 周共王 |   |   | ? | ? | ? | ? | ? | ? |
|                          |                          |                          |                          | König Gong von Zhou 周共王 | König Gong von Zhou 周共王 | König Gong von Zhou 周共王 | König Gong von Zhou 周共王 | König Gong von Zhou 周共王 | König Gong von Zhou 周共王 |   |   | ? | ? | ? | ? | ? | ? |
|                          |                          |                          |                          |                            |                            |                            |                            |                            |                            |   |   |   |   |   |   |   |   |
|                          |                          |                          |                          |                            |                            |                            |                            | König Yi von Zhou 周懿王   |                            |   |   |   |   |   |   |   |   |